# Hyloconis
Hyloconis là một chi bướm đêm thuộc họ Gracillariidae.

## Các loài
- Hyloconis desmodii Kumata, 1963
- Hyloconis improvisella (Ermolaev, 1986)
- Hyloconis lespedezae Kumata, 1963
- Hyloconis puerariae Kumata, 1963
- Hyloconis wisteriae Kumata, 1963